# Forsteronia graciloides
Forsteronia graciloides är en oleanderväxtart som beskrevs av R. E. Woodson. Forsteronia graciloides ingår i släktet Forsteronia och familjen oleanderväxter. Inga underarter finns listade i Catalogue of Life.